# Croatia Records
Кроација рекордс (Croatia Records) је музичка издавачка кућа у Хрватској, са седиштем у Загребу (Дубрава).

## Историја
Основана је под именом Југотон 10. јул 1947.. 1. октобар 1991. назив је промијењен у Кроација рекордс. Од 1995. члан је Хрватске дискографске удруге.
Под данашњим, али и под ранијим називом, дискографска кућа је издала албуме многих музичара и музичких група из данашње Хрватске и некадашње Југославије, попут Бориса Новковића, Прљавог казалишта, Магазина, Арсена Дедића, Златка Пејаковића, Јосипе Лисац и Црвене јабуке.